# Myelin
Myelin là một chất giàu lipid bao quanh sợi trục của một số tế bào thần kinh, tạo thành một lớp cách điện. Đây là chất cần thiết để hệ thần kinh hoạt động chuẩn xác. Myelin được tạo ra bởi các tế bào thần kinh đệm biệt hóa qua việc mở rộng các quá trình tế bào của chúng.
Hoạt động cấu thành nên bao myelin được gọi là myelin hóa. Ở người, sự myelin hóa sớm bắt đầu vào kỳ ba tháng thứ 3 trong thai kỳ, mặc dù không có nhiều myelin tồn tại trong não vào thời điểm sinh. Trong những năm đầu tiên của trẻ, sự myelin hóa xảy ra nhanh chóng, dẫn đến sự phát triển nhanh chóng của trẻ, bao gồm bò và đi bộ trong năm đầu tiên. Quá trình myelin hóa tiếp tục đến sau khi qua tuổi vị thành niên của cuộc đời.
Các tế bào Schwann cung cấp myelin cho hệ thần kinh ngoại vi, trong khi các tế bào oligodendrocyte, đặc biệt là loại tạo thành bó, lại myelin hóa các sợi trục của hệ thần kinh trung ương. Myelin được coi là một đặc tính đặc trưng của các động vật có quai hàm, nhưng vỏ giống-myelin cũng đã được thấy ở một số động vật không xương sống,  mặc dù chúng hoàn toàn khác với myelin ở động vật có xương sống nếu so sánh ở mức phân tử. Myelin được phát hiện lần đầu vào năm 1854 bởi Rudolf Virchow.

## Cấu tạo
Myelin có ở nhiều loại tế bào khác nhau và khác nhau về thành phần hóa học và cấu hình ở mỗi loại, nhưng chức năng cách điện thì tương tự nhau. Các sợi trục mà được myelin hóa thì có màu trắng; chúng tạo nên "chất trắng" của não. Myelin cách ly sợi trục từ các nguyên tử và phân tử tích điện. Các hạt tích điện (ion) này được tìm thấy trong chất lỏng bao quanh toàn bộ hệ thần kinh. Dưới kính hiển vi, myelin trông giống như một chuỗi xúc xích.
Cholesterol là một thành phần thiết yếu của myelin. Myelin cũng gồm khoảng 40% nước; khối lượng khô thì có chứa từ 60% đến 75% chất béo và từ 15% đến 25% protein. Protein cơ bản myelin (MBP) cấu thành ~ 23% protein myelin, glycoprotein oligodendrocyte myelin, và protein proteolipid (PLP, tạo nên ~ 50% protein myelin ). Các lipid chính của myelin là một glycolipid gọi là galactocerebroside. Các chuỗi hydrocarbon liên kết của sphingomyelin tăng cường vỏ myelin. Trong não, vỏ myelin bọc lấy các sợi của thể chai, nối giữa hai bán cầu não.